# Hold Me Tight
Hold Me Tight is een lied van de Britse popgroep The Beatles dat is verschenen op hun tweede album With the Beatles uit 1963. In Nederland werd het nummer ook uitgebracht op de B-kant van een single met Roll Over Beethoven op de A-kant.
Het lied werd geschreven door John Lennon en Paul McCartney in het ouderlijk huis van McCartney aan Forthlin Road in Liverpool. Volgens McCartney was Hold Me Tight een mislukte poging om een nieuwe single te schrijven. Zoals blijkt uit het onderstaande citaat, is McCartney niet al te trots op het nummer. 

I can't remember much about that one. Certain songs were just 'work' songs, you haven't got much memory of them. That's one of them.
— Paul McCartney (1989)

The Beatles namen Hold Me Tight al op voor hun eerste album Please Please Me, maar het nummer werd uiteindelijk niet gebruikt op dat album. Op 11 februari 1963 namen The Beatles 13 takes van het lied op in de Abbey Road Studios, waarvan er slechts twee compleet waren. Op 12 september, tijdens de sessies voor With the Beatles, begonnen The Beatles aan een re-make van het lied. Die dag namen ze tien takes van het nummer op (takes 20-29). De uiteindelijke versie van het lied die te horen is op With the Beatles is een combinatie van take 26 en 29.

## Credits
- Paul McCartney - zang, basgitaar
- John Lennon - achtergrondzang, gitaar, handgeklap
- George Harrison - achtergrondzang, leadgitaar, handgeklap
- Ringo Starr - drums, handgeklap